# ناوهیرو کیتاده
ناوهیرو کیتاده (انگلیسی: Naohiro Kitade؛ زادهٔ ۱۴ مهٔ ۱۹۷۳) بازیکن فوتبال اهل ژاپن است.
از باشگاه‌هایی که در آن بازی کرده‌است می‌توان به باشگاه فوتبال سرزو اوساکا اشاره کرد.